# 372 (tal)
372 är det naturliga talet som följer 371 och som följs av 373.

## Inom vetenskapen
- 372 Palma, en asteroid.

## Inom matematiken
- 372 är ett jämnt tal.
- 372 är ett sammansatt tal.
- 372 är ett ymnigt tal.
- 372 är ett pentadekagontal.
- 372 är ett hexagonalt pyramidtal.
- 372 är ett Erdős–Woodstal.